# Чарторыйский, Казимир Флориан
Князь Казимир Флориан Чарторыйский (1620, Клевань — 15 мая 1674, Варшава) — церковный и государственный деятель Речи Посполитой, секретарь королевский, каноник виленский, плоцкий и краковский, епископ познанский (1651—1655) и куявский (1655—1673), архиепископ гнезненский и примас Польши (1673—1674).

## Биография
Представитель крупного магнатского рода Чарторыйских герба «Погоня». Старший сын воеводы волынского князя Николая Ежи Чарторыйского (1585—1661) и Изабеллы Корецкой (ум. 1669).
В Риме князь Казимир Флориан Чарторыйский получил степень доктора богословия и был рукоположен в священники. Затем был назначен секретарем польского короля Владислава IV Вазы. В 1651 году получил сан епископа познанского, а в 1655 году стал епископом куявским. В начале шведского вторжения Казимир Чарторыйский вместе с польским королём Яном II Казимиром бежал в австрийскую Силезию, где он жил с перерывами до июля 1657 года.
С 1661 года епископ куявский Казимир Флориан Чарторыйский поддерживал проекты польской королевы Марии Луизы Гонзага по избранию нового короля при жизни прежнего (принцип vivente rege). Во время рокоша Ежи Себастьяна Любомирского пытался примирить конфедератов с польской короной и добился заключения 31 августа 1666 года перемирия в Ленгонице.
В 1672 году во время политического кризиса епископ куявский Казимир Флориан Чарторыйский выступал в качестве посредника между враждующими лагерями, защищая интересы польского короля Михаила Корибута Вишневецкого (1669—1673).
15 апреля 1673 года после смерти примаса Николая Пражмовского Казимир Чарторыйский, получив поддержку короля Михаила Вишневецкого, получил сан гнезненского архиепископа и польского примаса. В 1674 года папа римский Климент X официально утвердил К. Чарторыйского в звании примаса Польши.
10 ноября 1673 года после смерти польского короля Михаила Корибута Вишневецкого примас Казимир Флориан Чарторыйский стал интеррексом Речи Посполитой, то есть временным главой в период междуцарствия («бескоролевья»).